# ماكاو
ماكاو ((بالصينية: 澳門)، نقحرة: Àomén) أو منطقة ماكاو الإدارية الخاصة (بالصينية: 澳門特別行政區)، هي إحدى المنطقتين الإداريتين الخاصتين (الثانية هي هونغ كونغ) التابعتين لجمهورية الصين الشعبية، وهي تشغل منطقة صغيرة (أقل من 30 كيلومتر مربع) تقع على السواحل الجنوبية للصين، وهي المنطقة الأكثر كثافة بالسكان في العالم. تعتبر ماكاو جذابة للسائحين لوجود العديد من الكازينوهات فيها ولانتشار القمار وكونه قانونيا فيها. كانت مستعمرة برتغالية حتى 20 ديسمبر 1999، وأصبحت الآن منطقة إدارية خاصة تابعة لجمهورية الصين الشعبية.

## تاريخ
يرجع تاريخ ماكاو إلى عهد أسرة تشين (221–206 ق.م.) حيث كانت تتبع منطقة نانهاي التابعة لمقاطعة كونغدنغ. إلا أن أول تسجيل للسكان في ماكاو كان للاجئين من الغزو المغولي في عهد أسرة سونك. اشتهرت ماكاو بكونها قرية للصيادين في عهد أسرة مينغ (1368–1644 ب.م.) حيث قدم إليها الصيادون من مقاطعتي كونغدنغ وفوجيان، إلا أن ماكاو لم تصبح مستوطنة كبيرة إلا تحت إمرة البرتغال في القرن السادس عشر. بدأ الظهور البرتغالي في ماكاو في عام 1535 عندما حصلوا على صلاحيات ممارسة التجارة ورسو السفن في ميناء ماكاو. وبين عامي 1552 - 1553 حصل البرتغاليون على إذن مؤقت لبناء مخزن لتجفيف البضائع بعد شحنها في السفن البحرية، وقاموا ببناء بعض البيوت البسيطة في منطقة نام فان. وفي عام 1557 أقامت البرتغال مستوطنة دائمة في ماكاو وبإيجار سنوي يقدر بما وزنه 500 تايل من الفضة. ومع ازدياد أعداد القادمين من البرتغال للتجارة بدأت المطالبات البرتغالية لإدارة ماكاو، والتي قوبلت برفض السلطات الصينية حتى تمت الموافقة في عقد 1840.

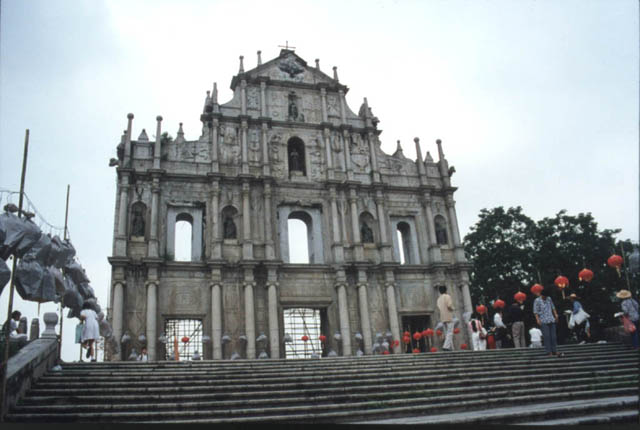
آثار كنيسة دي ساو باولو، بنيت عام 1602

في عام 1576 قام البابا غريغوريوس الثالث عشر بإنشاء الكنيسة الكاثوليكية في ماكاو. وفي عام 1583 تم السماح للبرتغاليين بإنشاء مجلس للشيوخ لإدارة الأمور الاقتصادية والاجتماعية، وكان المجلس تحت رقابة صارمة من قبل السلطات الصينية مما يدل على عدم التخلي عن سلطتها في ماكاو. تعرضت ماكاو لعدد من الغزوات الفاشلة بعد أن أصبحت ميناءً مزدهرًا، أحد هذه الغزوات هي المحاولة الهولندية لاحتلال ماكاو في القرن السابع عشر. وبعد حرب الأفيون (Opium War) (1839–42) قامت البرتغال باحتلال جزيرتي تايبا وكولوني في عامي 1851 و1864 على التوالي. وفي عام 1887 أُجبرت سلالة تشينغ على توقيع اتفاقية احتلال البرتغال لماكاو، وتجبر الاتفاقية على موافقة الصين إذا رغبت البرتغال في نقل ملكية ماكاو لدولة أخرى. وبهذه الاتفاقية أصبحت ماكاو وبشكل رسمي تحت الحكم البرتغالي.
قام الحزب الوطني الصيني (KMT) - والذي جاء للحكم بعد ثورة شينخاي عام 1928 - بإبلاغ البرتغال بإلغاء الاتفاقية الموقعة عام 1887. فقام الطرفان بتوقيع اتفاقية جديدة تشابه الاتفاقية الأولى بالإضافة إلى بعض التغييرات في البنود المتعلقة بالأمور الاقتصادية والتجارية، إلا أنها تبقي ماكاو تحت الحكم البرتغالي. وأعلنت جمهورية الصين الشعبية بعد تأسيسها عام 1949 بإلغاء الاتفاقية كونها «اتفاقيه غير متساوية» (أي أنها مفروضة على الصين نظرًا لاختلاف موازين القوى)، ورغم ذلك أبقت الصين الأمور على ما هي عليه في ما يعرف ب"the status quo" ولم تحاول استرجاع ماكاو.
في عام 1966 وتحت تأثير الثورة الثقافية وعدم الرضى العام من الحكومة البرتغالية قامت عدد من المظاهرات في ماكاو ضد الحكم البرتغالي. ولعل كانت حادثة 12-3 أكثر تلك المظاهرات خطورة، حيث أدت إلى مقتل ستة أشخاص وجرح أكثر من 200 آخرين. قامت السلطات البرتغالية في 28 يناير 1967 بتقديم اعتذار رسمي للصين. وشكل هذا الاعتذار مرحلة جديدة من التعامل بالتساوي بين الطرفين، كما بدأ مرحلة سيطرة الصين على ماكاو بشكل غير رسمي فيما يعرف ب"de facto" وبقاء الحكم البرتغالي بشكل صوري.
بعد الانقلاب العسكري عام 1974 في لشبونة قررت الحكومة البرتغالية إعادة جميع مستوطناتها في الخارج. وفي عام 1976 أعادت البرتغال تعريف ماكاو لتصبح «منطقة صينية تحت الحكم البرتغالي». صاحب ذلك إعطاء ماكاو قدر أكبر من التحكم بالأمور المالية والاقتصادية. وبعد ثلاث سنوات اتفقت كل من الصين والبرتغال على أن تصبح ماكاو «منطقة صينية تحت الحكم البرتغالي المؤقت». وفي عام 1987 اتفق الطرفان على اعتبار ماكاو «منطقة إدارية خاصة». وتسلمت الصين السلطة في ماكاو بشكل رسمي في 20 ديسمبر 1999.

### أصل كلمة ماكاو
كانت تعرف ماكاو قبل قدوم البرتغاليين في أوائل القرن السادس عشر بهاوجينج  (مرآة المحارة) أو جينغ هاى (مرآة البحر). يعتقد أن الاسم ماكاو مستمد من معبد آ-ما وهو معبد تم بناؤه في 1448 لعبادة الآلهة ماتسو، آلهة البحارة والصيادين، ويقال أنه عندما نزل البحارة البرتغاليون ساحل ماكاو لأول مرة كان الساحل الذي بجانب المعبد، ولما سأل البحارة عن اسم المكان، رد عليهم السكان الأصليون بـ: «ايه-ما-جاو» (خليج آ-ما). بعد ذلك أطلق البرتغاليون على المكان اسم شبه جزيرة ماكاو. تسمى ماكاو بالصينية الحالية «أومين» 澳門 (يعني «فتحة البوابة»).

## الجغرافيا

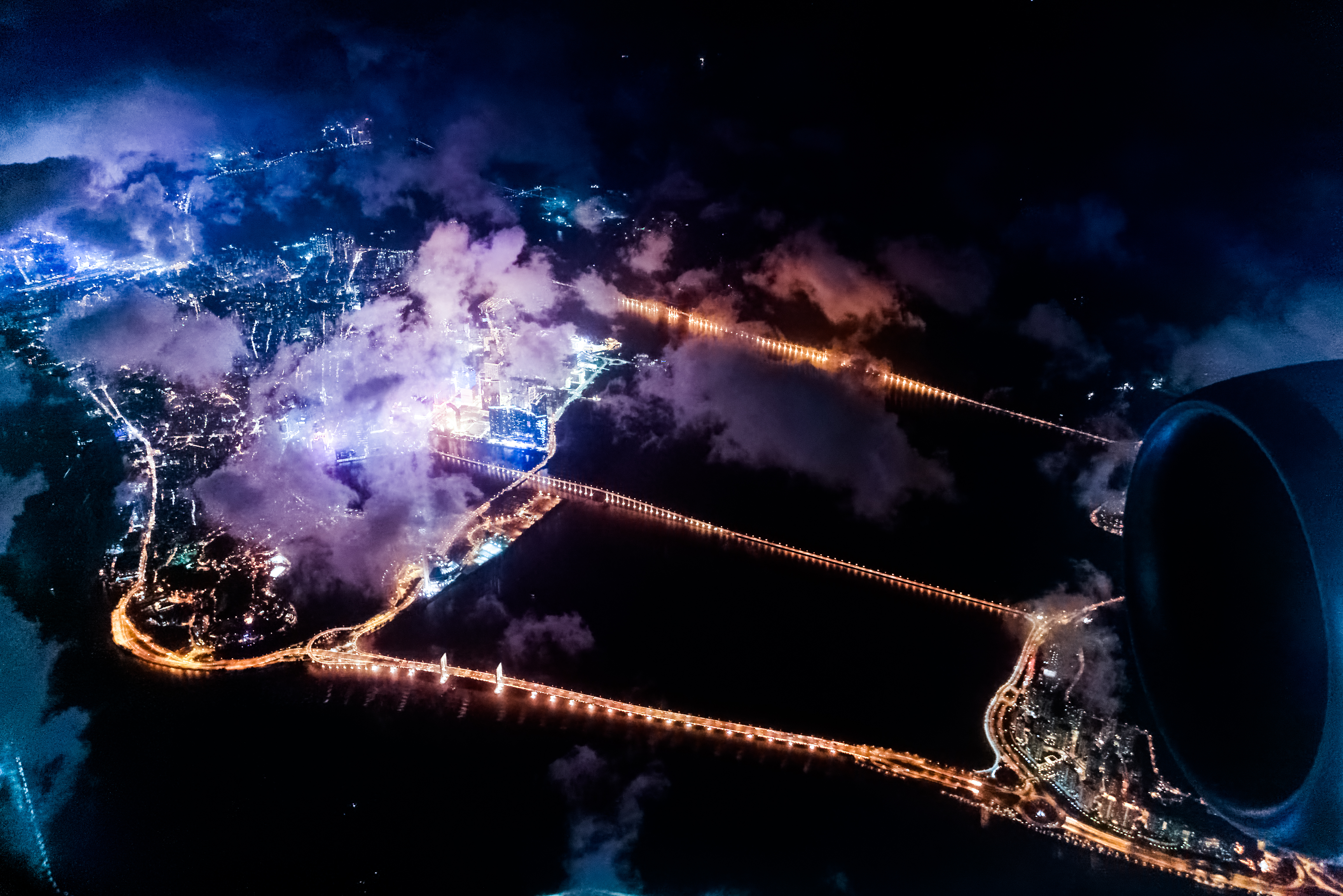
منظر جوي لشبه جزيرة ماكاو

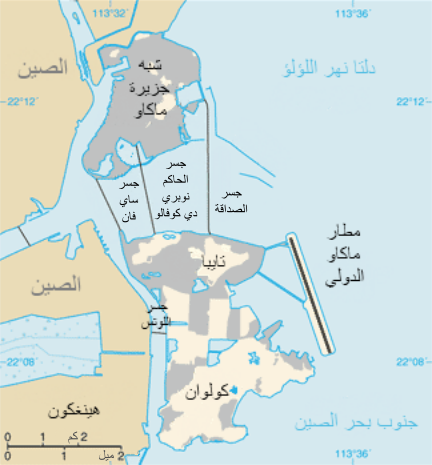
خريطة ماكاو.

تقع ماكاو على بعد 60 كيلومتر (37 ميل) جنوب غرب هونغ كونغ و 145 كم (90 ميل) من قوانغتشو. وتشمل ماكاو على شبه جزيرة ماكاو وجزيرة تايبا وجزيرة كولوني. ويحد شبه الجزيرة خور نهر اللؤلؤ من الشرق ونهر زيجيانج من الغرب. كانت شبه جزيرة ماكاو عبارة عن جزيرة منفصلة إلا أن تراكم الرمال بين ضفاف الأنهر كون عدد من البرازخ التي وصلت الجزيرة بالبر الصيني، حيث تتصل حدود ماكاو بمدينة زهوهاي الصينية.
تعتبر قمة ألتو دي كولوني هي الأعلى في ماكاو بارتفاع 170.6 متر (559.7 قدم). وتخلو ماكاو من الغابات والأحراش نتيجة للامتداد العمراني.
تتميز ماكاو بـمناخ شبه مداري رطب برطوبة متوسطة تقدر بين 75% و 90%. ويقدر متوسط درجات الحرارة السنوية ب 22.3 درجة مئوية (72.1 فهرنهايت) حيث تشهد ماكاو اختلاف كبير بين درجات الحرارة خلال كل من فصلي الصيف والشتاء، كما تقع ضمن مناطق الرياح الموسمية. يعتبر شهر يوليو هو الأدفأ بمتوسط حرارة تقد ب 28.6 °م (83.5 °ف)، بينما تسجل أدنى معدلات الحرارة في كانون الثاني/يناير وبمتوسط 14.5 °م (58.1 °ف). تتعرض ماكاو لمعدلات كبيرة من هطول الأمطار، حيث تقدر المعدلات السنوية ب 2030 ميليمتر. تتركز مواسم الأمطار في فصلي الربيع (أبريل - يونيو) والصيف (يوليو - سبتمبر)، بينما يبقى فصل الشتاء (يناير - مارس) بارد وجاف ومشمس نتيجة لتأثير الرياح الموسمية القادمة من الصين. ويتميز فصل الخريف (أكتوبر - ديسمبر) بطقس مشمس ودافئ وقليل الرطوبة.
| البيانات المناخية لـماكاو         | البيانات المناخية لـماكاو | البيانات المناخية لـماكاو | البيانات المناخية لـماكاو | البيانات المناخية لـماكاو | البيانات المناخية لـماكاو | البيانات المناخية لـماكاو | البيانات المناخية لـماكاو | البيانات المناخية لـماكاو | البيانات المناخية لـماكاو | البيانات المناخية لـماكاو | البيانات المناخية لـماكاو | البيانات المناخية لـماكاو | البيانات المناخية لـماكاو |
| الشهر                             | يناير                     | فبراير                    | مارس                      | أبريل                     | مايو                      | يونيو                     | يوليو                     | أغسطس                     | سبتمبر                    | أكتوبر                    | نوفمبر                    | ديسمبر                    | المعدل السنوي             |
| --------------------------------- | ------------------------- | ------------------------- | ------------------------- | ------------------------- | ------------------------- | ------------------------- | ------------------------- | ------------------------- | ------------------------- | ------------------------- | ------------------------- | ------------------------- | ------------------------- |
| متوسط درجة الحرارة الكبرى °م (°ف) | 18 (64)                   | 18 (64)                   | 21 (70)                   | 24 (75)                   | 28 (82)                   | 31 (88)                   | 32 (90)                   | 32 (90)                   | 30 (86)                   | 28 (82)                   | 24 (75)                   | 19 (66)                   | 25 (78)                   |
| متوسط درجة الحرارة الصغرى °م (°ف) | 13 (55)                   | 13 (55)                   | 16 (61)                   | 20 (68)                   | 24 (75)                   | 26 (79)                   | 27 (81)                   | 27 (81)                   | 26 (79)                   | 23 (73)                   | 18 (64)                   | 14 (57)                   | 21 (69)                   |
| الهطول مم (إنش)                   | 32.4 (1.28)               | 58.8 (2.31)               | 82.5 (3.25)               | 217.4 (8.56)              | 361.9 (14.25)             | 339.7 (13.37)             | 289.8 (11.41)             | 351.6 (13.84)             | 194.1 (7.64)              | 116.9 (4.60)              | 42.6 (1.68)               | 35.2 (1.39)               | 2٬122٫9 (83.58)           |
| المصدر: WMO - Macau               |                           |                           |                           |                           |                           |                           |                           |                           |                           |                           |                           |                           |                           |

## السكان
| اللغات المستخدمة في ماكاو | اللغات المستخدمة في ماكاو |
| ------------------------- | ------------------------- |
| اللغة                     | نسبة الناطقين             |
| كنتونية                   | 85.7%                     |
| لهجات صينية أخرى          | 6.7%                      |
| البرتغالية                | 6.6%                      |
| المندرينية                | 3.2%                      |
| الإنجليزية                | 1.5%                      |
| أخرى                      | 2.3%                      |

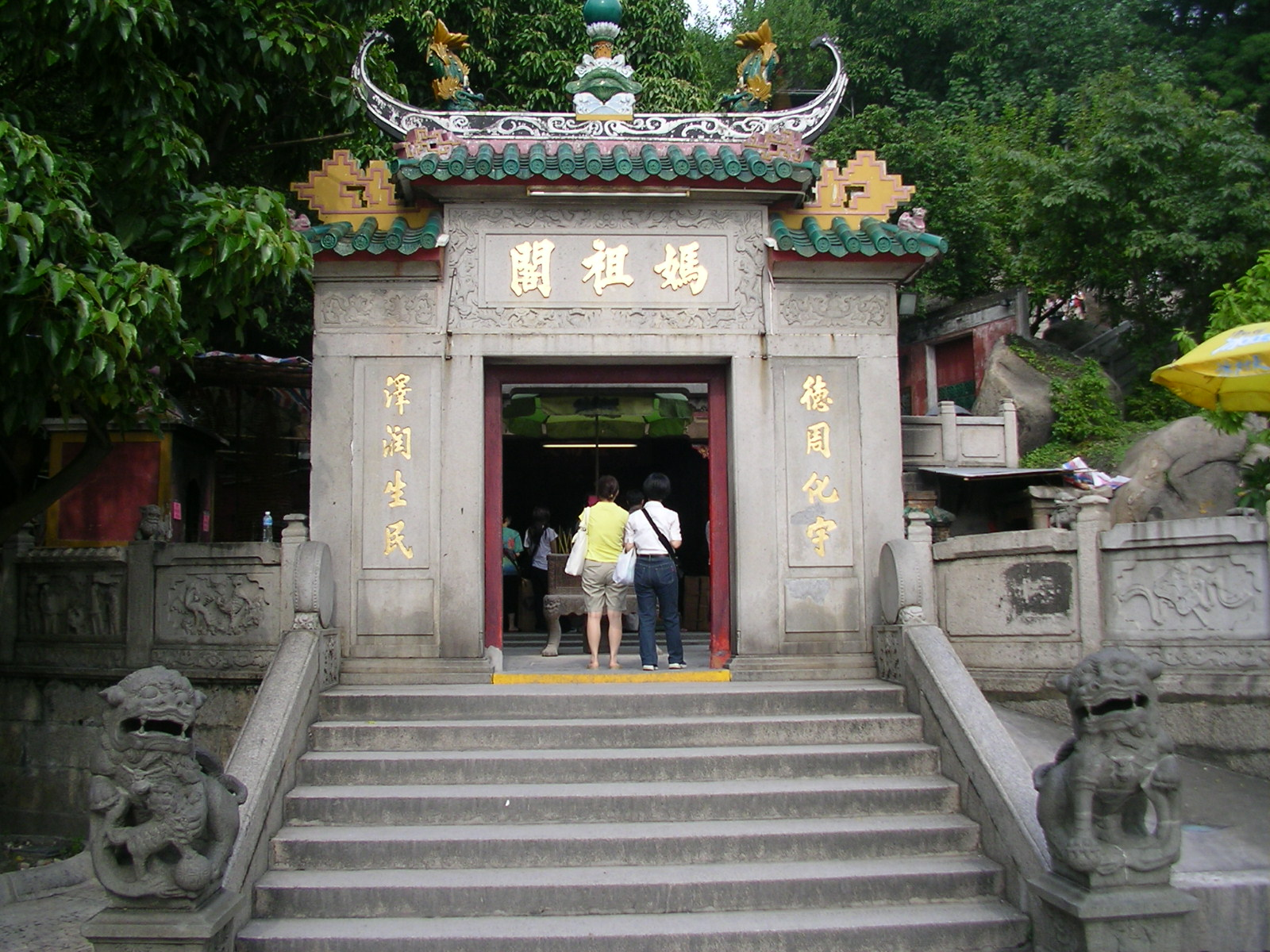
معبد آ-ما، معبد تم بناؤه في 1448 يتم عبادة الآلهة ماتسو فيه.

تعتبر ماكاو أكثر المناطق كثافة بالسكان بعدد سكان يصل إلى 18,428 لكل كيلومتر مربع. يشكل الصينيون ما يقارب 95% من مجموع السكان، بينما يشكل السكان ذوي الأصول البرتغالية حوالي 2%. ويشير إحصاء 2006 إلى أن ما يقارب 47% من السكان ولدوا في الأراضي الصينية - بشكل خاص في كونغدنغ (74.1%) وفوجيان (15.2%) - و 42.5% ولدوا في ماكاو، بينما البقية ولدوا في هونغ كونغ (3.7%) والفليبين (2%) والبرتغال (0.3%).
تحظى ماكاو بأحد أدنى معدلات الولادة في العالم، ولذلك يعتمد النمو السكاني على المهاجرين القادمين من البر الصيني بشكل خاص ومن الدول الأخرى بشكل عام. وتشير إحصاءات وكالة المخابرات المركزية الأمريكية إلى تصدر ماكاو قائمة الدول حسب متوسط العمر المتوقع بمتوسط 84.36 عام. كما تصنف ماكاو ضمن الدول ذات المعدل المنخفض لوفيات الأطفال.
تعتبر اللغة الصينية (كنتونية) واللغة البرتغالية هما اللغتان الرسميتان في ماكاو. وتماثل اللغة البرتغالية في ماكاو نظيرتها في أوروبا. كما تستخدم الإنجليزية والمندرينية ومين نان في بعض المجتمعات المحلية. كما يتحدث عدد قليل من سكان ماكاو لغة كريولي.
تشكل الديانة الصينية جزء مهم من النسيج الاجتماعي والثقافي في ماكاو كون معظم السكان من أصول صينية، وتشمل تلك المعتقدات على الطاوية والبوذية والكونفشيوسية. كما يشكل المسيحيون حوالي 9% من مجموع السكان في ما يقارب 7% من الكاثوليك و 2% من البروتستانت. ويتبع ما يقارب 17% من السكان الماهايانا.
و نظرًا لاعتماد اقتصاد ماكاو على السياحة، فإن ما يقارب 14.6% من القوى العاملة يشتغلون في الفنادق والمطاعم، و 10.3% في صناعة القمار. كما أدى افتتاح عدة كازينوهات ومنتجعات - بالإضافة إلى أماكن سياحية قيد الإنشاء - إلى نقص في الأيدي العاملة لدى عدد من القطاعات الأخرى، ونتيجة لذلك بدأت الحكومة ببحث استيراد العمالة من المناطق المجاورة.
بلغ عدد العمالة المستوردة 98,505 شخص في الربع الثاني من 2008، مما يشكل أكثر من 25% من القوى العاملة في ماكاو. مما أثار شكوى بعض العمال المحلين من نقص فرص العمل. كما يرى البعض أن نقص الوظائف ما هو إلا نتيجة ارتفاع أعداد العمالة غير القانونية. وتثير هذه المشكلة عدة مخاوف أهمها زيادة الفروق الاقتصادية بين السكان، وقد لوحظ ذلك من خلال ارتفاع معامل جيني (هو مقياس يرصد تفاوت الدخل بين السكان حيث يدل الرقم المنخفض إلى مزيد من المساواة في توزيع الدخل) في ماكاو في السنوات الأخيرة، حيث ارتفع من 0.43 في عام 1998 إلى 0.48 في عام 2006. وهذا الرقم هو الأعلى بين قريناتها في الدول المجاورة، مثلاً في الصين النسبة (0.447) وكوريا الجنوبية (0.316) وسنغافورة.(0.425).

## التعليم
توفر ماكاو خدمات التعليم بالمجان ولخمسة عشر سنة دراسية والتي تشمل على ثلاث سنوات لرياض الأطفال ويتبعها ستة سنوات من التعليم الابتدائي وستة سنوات في التعليم الإعدادي الثانوي. وتشكل نسبة من يستطيعون القراءة والكتابة حوالي 93.5% من سكان المنطقة. وتتركز الأمية في من أعمارهم تزيد عن 65 عاماً، بينما نسبة الأمية تقل عن 1% في الفئة العمرية بين 15-29 عاماً. وحالياً توجد مدرسة وحيدة في ماكاو يكون فيها التعليم باللغة البرتغالية.
تفتقر ماكاو لنظام تعليم موحد، حيث تقوم المدارس باتباع إما النظام البريطاني أو الصيني أو البرتغالي. وتتوفر في ماكاو 10 مراكز للتعليم العالي، أربعة منها مراكز عامة. وحصلت ماكاو في البرنامج الدولي لتقييم الطلبة والذي يقام تحت إشراف منظمة التعاون والتنمية الاقتصادية (OECD) على المركز الخامس والسادس في العلوم وحل المشكلات بالتوالي. وعلى الرغم من ذلك فإن إحصاء عام 2006 يشير إلى انخفاض مخرجات التعليم في ماكاو، حيث بلغ نسبة الحاصلين على التعليم الثانوي 51.8% من السكان الذين تزيد أعمارهم عن الرابعة عشرة، وتقل هذه النسبة بشكل كبير امن يملكون شهادات في التعليم العالي (جامعي ودبلوم) حيث تقدر ب 12.6%.
ينص القانون الأساسي لماكاو في الفصل السادس المادة 121 على أحقية حكومة ماكاو على وضع السياسات العامة للتعليم وتشمل على لغة التعليم والموارد المالية ونظام الاختبارات. كما لها الحق في وضع نظام التعليم الإجباري. كما يحق لمنظمات المجتمع والأفراد بإدارة المؤسسات التعليمية بكافة أنواعها على أن تكون متوافقة مع القانون.

## السياسة
تنص كل من الاتفاقية الصينية-البرتغالية ودستور ماكاو والذي أعلنه مجلس الشعب الوطني الصيني (أعلى هيئة تشريعية في الصين) في عام 1993 على عدم تغيير السياسات الاقتصادية وطرق العيش والحقوق المكتسبة في ماكاو لمدة لا تقل عن 50 عاماً ابتداءً من تاريخ نقل السيادة للصين في 1999. وتتبع ماكاو نظام «دول واحدة ونظامان» مع الحكومة الصينية، أي إنها تقع تحت الحكم الصيني ولكنها تحظى بقدر كبير من الحرية في جميع المجالات ما عدى العلاقات الخارجية والأمور الدفاعية. ويقوم المشرعون في ماكاو بممارسة جميع حقوقهم التشريعية والتحكيمية دون تدخل من نظرائهم الصينيين. وتمارس ماكاو صلاحياتها المتعلقة بالجمارك والحدود والهجرة والشرطة، كما تستخدم عملتها الخاصة.

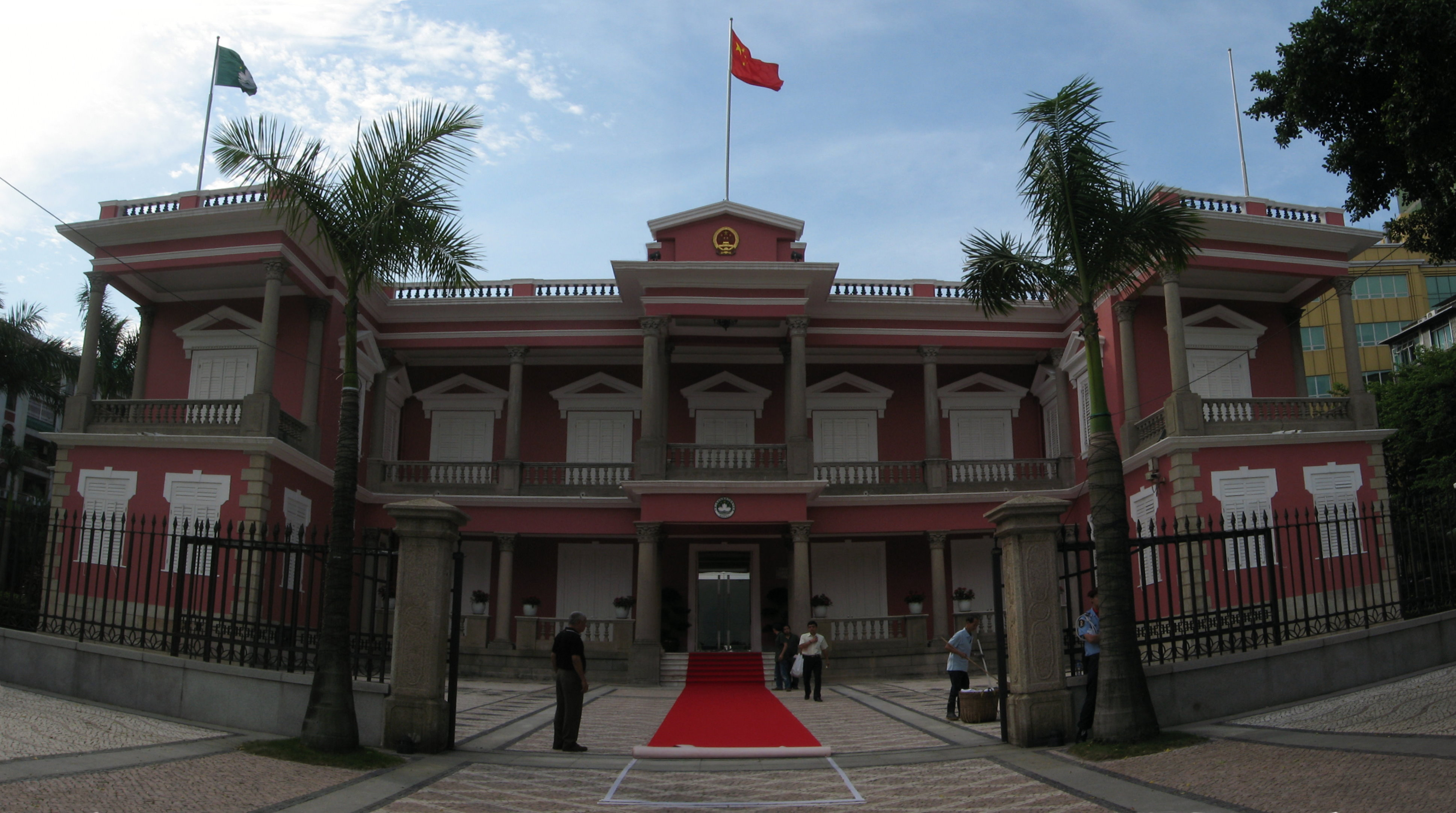
مقر حكومة ماكاو.

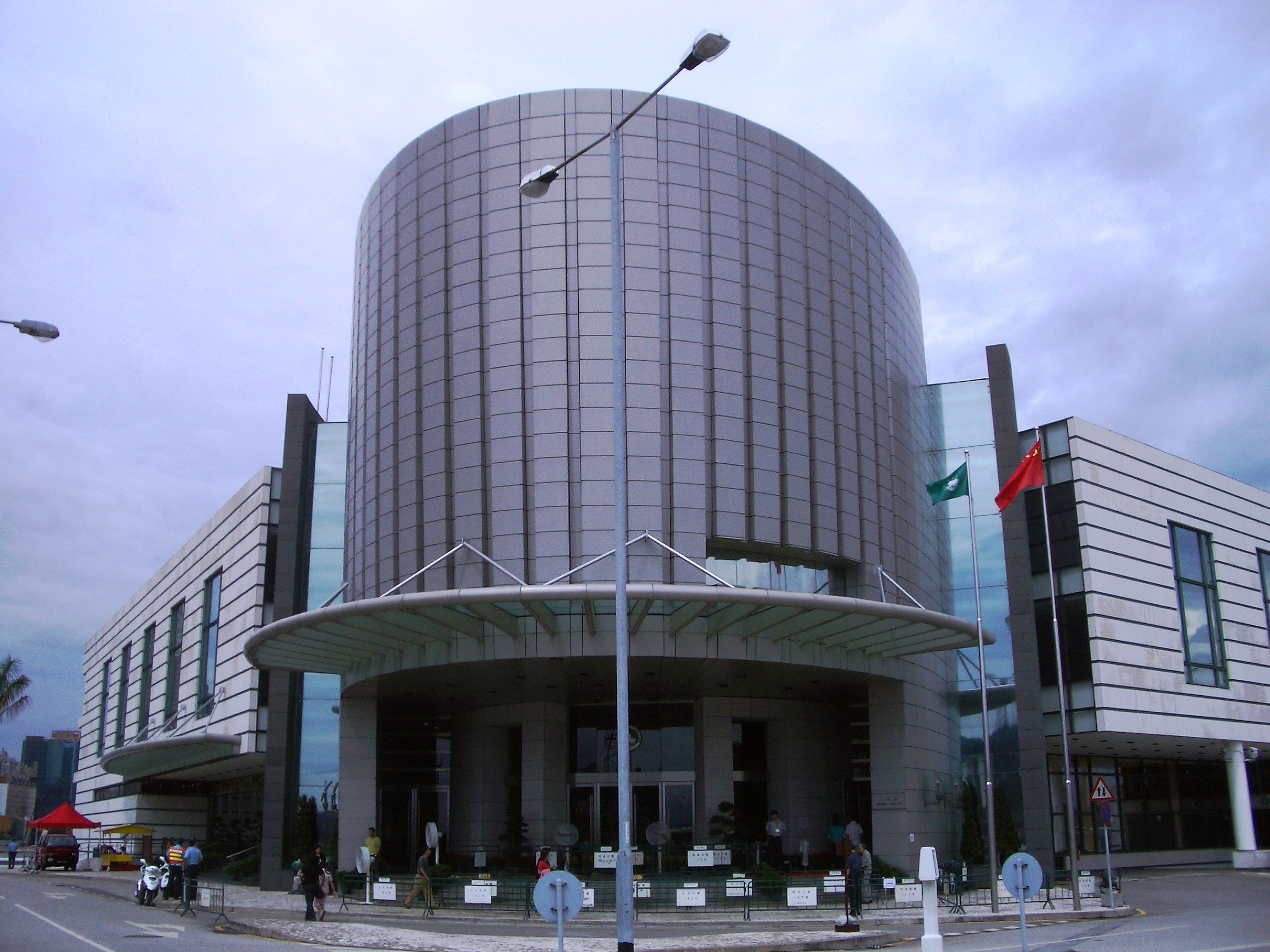
مبنى المجلس التشريعي في ماكاو.

يعين حاكم (الرئيس التنفيذي) ماكاو من قبل الحكومة المركزية الصينية بناء على توصيات لجنة منتخبة، ويقوم الحاكم بترأس حكومة ماكاو. وتضم حكومة ماكاو خمسة وزراء تتم التوصية بهم عن طريق المجلس التنفيذي والذي يضم ما بين 7 إلى 11 عضواً. تولّى إدموند هو -المصرفي السابق- إدارة أول حكومة في ماكاو بعد تسلم الصين السيادة خلفاً للجنرال فاسكو روتشا فييرا في منتصف ليلة 20 ديسمبر 1999. خلفه فيرناندو تشوي ساي-أون في 20 ديسمبر 2009.
يتكون المجلس التشريعي في ماكاو من 29 عضواً منهم 12 عضواً منتخبين بطريق مباشرة و 10 منتخبين بطريقة غير مباشرة و 7 أعضاء يتم تعيينهم من قِبَل الرئيس التنفيذي. ويحق بالتصويت المباشر لكل مقيم بصورة دائمة في ماكاو ويتجاوز عمره الثامنة عشرة. بينما يقتصر التصويت غير المباشر على بعض المنظمات الخاصة، حيث يقومون بتشكيل لجنة من 300 عضو (يشغلون مراكز في الحكومة والبلدية والمجموعات الشعبية) يقومون باختيار 10 أعضاء للمجلس التشريعي. يقوم النظام القضائي والقانوني في ماكاو على القانون البرتغالي. ويضم النظام القضائي في ماكاو على محكمة عليا مستقلة عن النظام الصيني. ويتم اختيار القضاة من قبل لجنة مختصة ويقوم الرئيس التنفيذي بتعيينهم، كما يمكن تعيين قضاة من دول أخرى. تقوم المحكمة على ثلاث درجات: درجة أولى، وثانية، ونهائية.

## الاقتصاد
| عدد الموظفين حسب الوظيفة، 2007 | عدد الموظفين حسب الوظيفة، 2007 | عدد الموظفين حسب الوظيفة، 2007 |
| ------------------------------ | ------------------------------ | ------------------------------ |
| الوظيفة                        | العدد بالألف                   |                                |
| مدراء                          | 14.6                           |                                |
| محترف                          | 9.9                            |                                |
| تقني                           | 28.1                           |                                |
| محاسب                          | 83.7                           |                                |
| عامل مبيعات                    | 63.2                           |                                |
| الزراعة والصيد                 | 0.8                            |                                |
| صناعات يدوية                   | 33.7                           |                                |

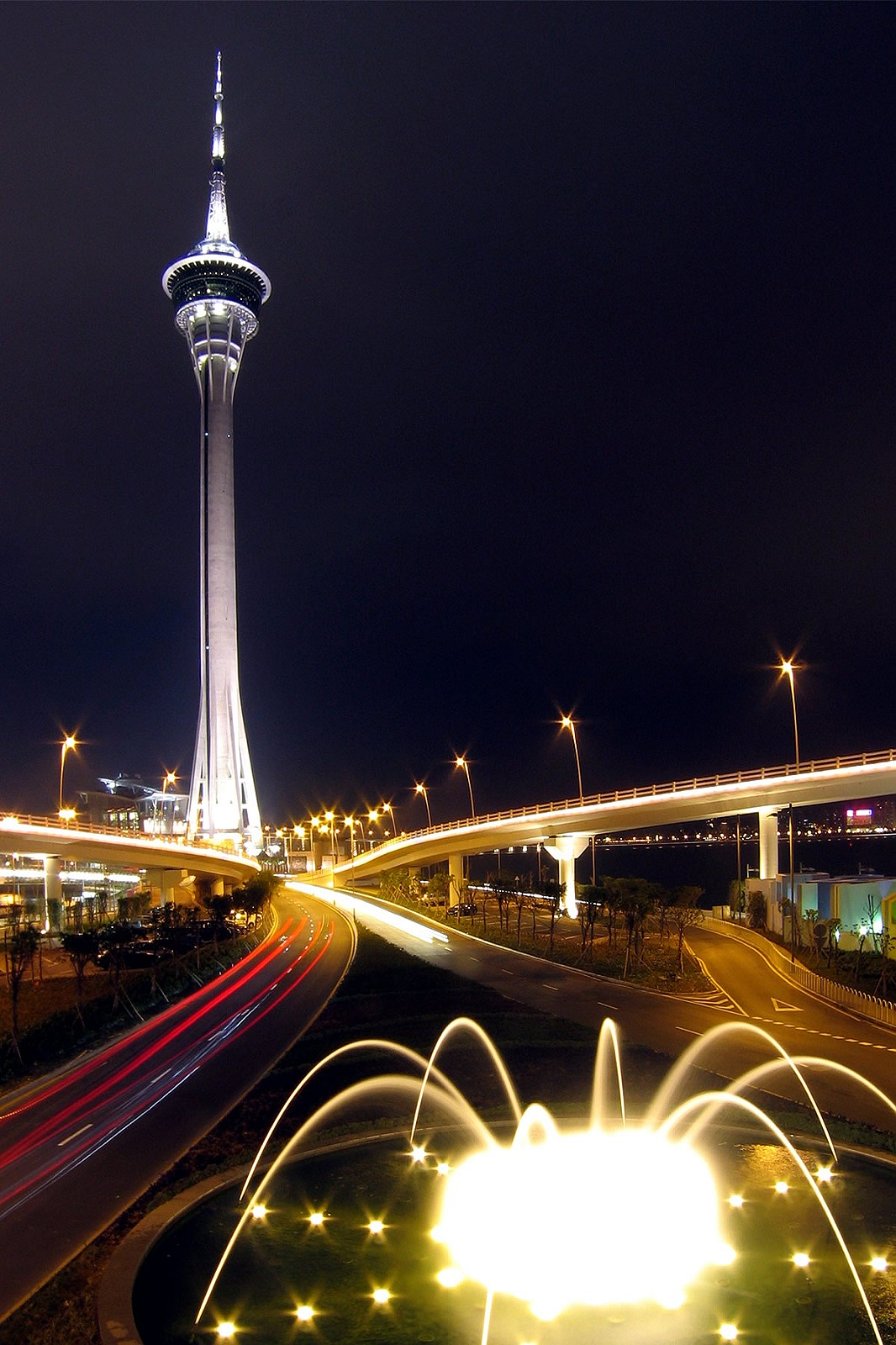
منظر ليلي لبرج ماكاو والذي يضم عدد من المطاعم والمحال التجارية والمسارح

يعتمد اقتصاد ماكاو بشكل كبير على السياحة، وبشكل خاص على القمار. كما تشمل النشاطات الاقتصادية الأخرى على تصدير المنسوجات والخدمات البنكية والمالية. ويستحوذ تصدير المنسوجات على 75% من عائدات التصدير بينما تشكل عائدات السياحة والقمار على أكثر من نصف الناتج المحلي الإجمالي وحوالي 70% من مدخول الحكومة المالي.
تعتبر ماكاو أحد الدول المؤسسة لمنظمة التجارة العالمية وعضو في صندوق النقد الدولي، كما تحافظ على علاقات اقتصادية متينة ومتواصلة مع أكثر من 120 دولة ومع الإتحاد الأوروبي ومجموعة البلدان المتحدثة بالبرتغالية. ويضع البنك الدولي اقتصاد ماكاو ضمن الدول ذات المداخيل المرتفعة،  حيث بلغ الناتج المحلي الإجمالي عام 2006 28,436 دولار أمريكي. وكان لإعادة تسليم ماكاو إلى الصين عام 1999 الأثر الإيجابي على الاقتصاد وذلك نتيجة لزيادة عدد السياح الصينيين بعد أن قام السلطات الصينية بتسهيل إجراءات السفر لماكاو. كما صاحب ذلك قيام حكومة ماكاو بتحرير الاقتصاد وانهاء احتكار صناعة القمار بدءاً من عام 2001. وتلا ذلك ارتفاع في قيم الاستثمارات الأجنبية وارتفاع في النمو الاقتصادي ليصل إلى ما يقارب 13.1% سنوياً بين الأعوام 2001 و2006.

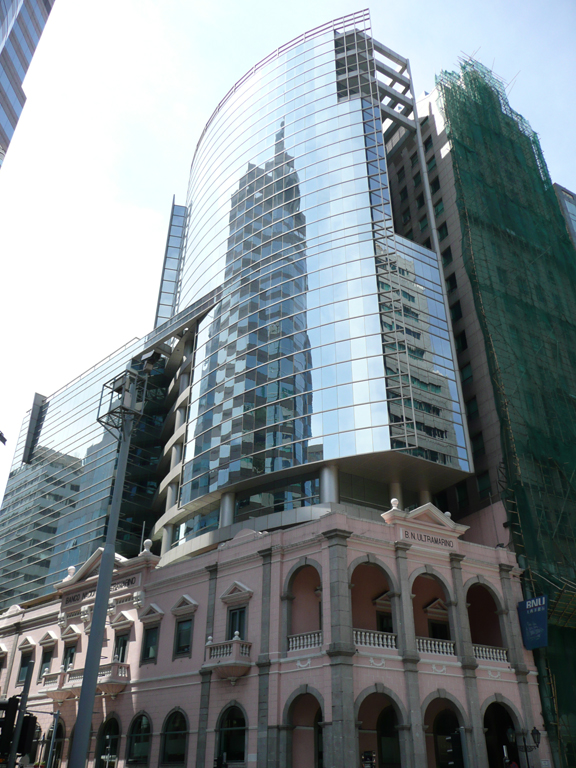
الحي الاقتصادي في ماكاو

تقع ماكاو في المرتبة الحادية والعشرين ضمن أكثر المدن استقبالاً للسياح حسب تقرير منظمة السياحة العالمية عام 2006،  حيث بلغ عدد السياح عام 2006 22 مليون سائح مرتفعاً من 18.7 مليون عام 2005 و 9.1 مليون عام 2000. وتقدر أعداد السياح لعام 2007 ما بين 24 - 25 مليون سائح، يصل 50% منهم من الأراضي الصينية و 30% من هونغ كونغ.
تعود صناعة القمار في ماكاو إلى عام 1962 عندما أصدرت الحكومة رخصة احتكار لستانلي هو. شهد عام 2002 إقبال عدد من أصحاب صالات القمار في لاس فيجاس على افتتاح صالات جديدة للقمار إثر انتهاء الاحتكار الذي دام 40 عاماً، وتوج ذلك بافتتاح ساندس ماكاو عام 2004 والذي يعد أكبر صالة للقمار في العالم من حيث عدد طاولات اللعب، وافتتاح وين ماكاو عام 2006 الذي شهد تخطي عائدات القمار في ماكاو نظيرتها في لاس فيجاس (حوالي 6 مليارات دولار). حالياً هناك أكثر من 16 كاسينو يعمل في ماكاو.
تعتبر ماكاو مرفأ حر منخفض الضرائب وسهل لإنشاء الشركات المالية الخارجية.
و في عام 2007 رفعت وكالة مودي تصيف حكومة ماكاو المالية من 'Aa3' إلى 'A1'.

## النظام الصحي
يخدم ماكاو مستشفى عام واحد وهو مستشفى Conde S. Januário، كما يخدم ماكاو مستشفى خاص (مستشفى Kiang Wu) وآخر جامعي التابع لجامعة ماكاو للعلوم والتكنلوجيا. وينتشر في ماكاو عدد من المراكز الصحية التي تقدم الرعاية الصحية الأولية المجانية.
تفتقر ماكاو إلى كليات طبية تتبع النظام الغربي، ولذا يجب على من يريد الحصول على الدرجة الجامعية في الطب الحصول على المؤهلات اللازمة من منطقة أخرى.
و يتم تأهيل الهيئة التمريضية في معهد ماكاو متعدد التقنيات وكلية كيانج وو للتمريض. إلا هذه الكليات لا تقدم دورات لتأهيل القابلات.
يقوم مكتب ماكاو الصحي يتنسيق الأدوار بين مراكز الرعاية الصحية العامة والخاصة، كما يقوم المكتب بالتأكيد على تقديم الرعاية الصحية الأولية والمتخصصة والطب الوقائي لسكان ماكاو. ويقوم مركز ماكاو لمكافحة الأمراض واتقائها (أنشئ 2001) بمراقبة نظام عمل المستشفيات ومراكز نقل الدم، كما يقوم بتنسيق الأدوار لمواجهة والوقاية من الأمراض وإصدار التراخيص الطبية المختلفة.

## المواصلات

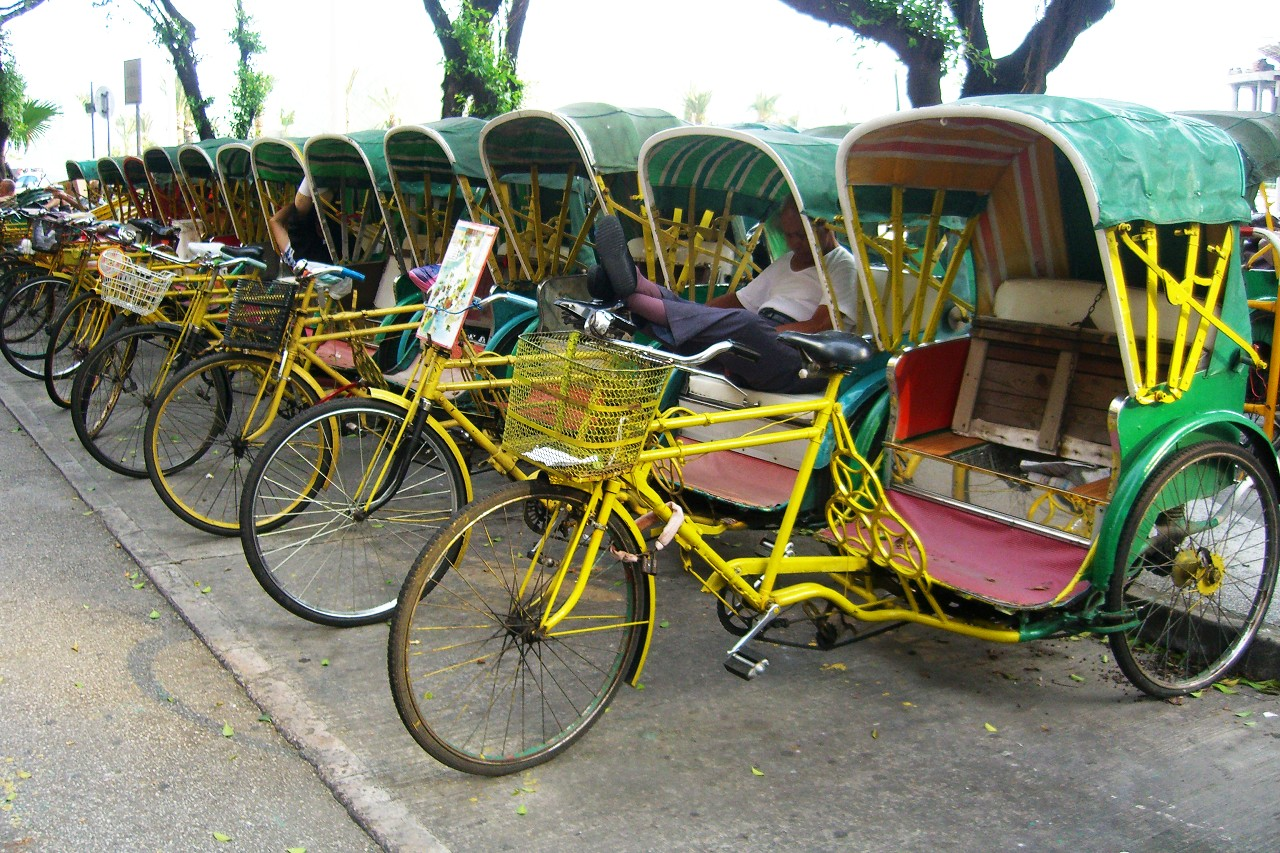
كان الترايشاو وسيلة التنقل الرئيسية في ماكاو، ولكن يستخدم حالياً لأغراض سياحية.

لماكاو شبكة مواصلات تربط شبه جزيرة ماكاو وجزيرة تايبا وجزيرة كولوني. ويعتمد نظام المواصلات العامة على الباصات وسيارات الأجرة، وفي ماكاو شركتين رئيسيتين (و هما Transmac وTransportas Companhia de Macau) تديران خدمات النقل العام عن طريق الباصات.
كما يمكن السفر عن طريق المواصلات البحرية حيث تنقل العبارات في الرصيف الخارجي لميناء ماكاو الركاب إلى هونغ كونغ، بينما تنقل العبارات في رصيف يت تونج الركاب إلى باقي المدن الصينية الساحلية كمدينتي شينتشين وشيكو.
يقع مطار ماكاو الدولي في شرق جزيرة تايبا، وهو المطار الدولي الوحيد في ماكاو. واشتهر المطار بكونه نقطة اتصال تايوان بالصين حيث حتى وقت قريب كانت تمنع السلطات الصينية أي رحلات مباشرة لتايوان من أحد مدنها الرئيسية. ويعتبر المطار المقر الرئيسي لشركتي طيران ماكاو وفيفا ماكاو. واستقبل المطار في عام 2006 ما يقارب 5 ملايين مسافر.

## الثقافة
اختلاط الثقافات الصينية والبرتغالية لأكثر من أربعة قرون، جعلت ماكاو تحظى بمجموعة من الأعياد والاحتفالات والأحداث. أهم حدث هو جائزة ماكاو الكبرى التي تقام في نوفمبر، عندما يتحول الشارع الرئيسي في شبه جزيرة ماكاو إلى حلبة سباق مما يجعلها تتشابه مع جائزة موناكو الكبرى. من الأحداث الأخرى هو احتفال ماكاو السنوي الفنّي والذي يقام في مارس من كل سنة. وأيضاً، يوجد مسابقة دولية سنوية للألعاب النارية تقام في سبتمبر. ومهرجان الموسيقى الدولي الذي يقام في أكتوبر و/أو نوفمبر. وماراثون ماكاو الدولي في ديسمبر.

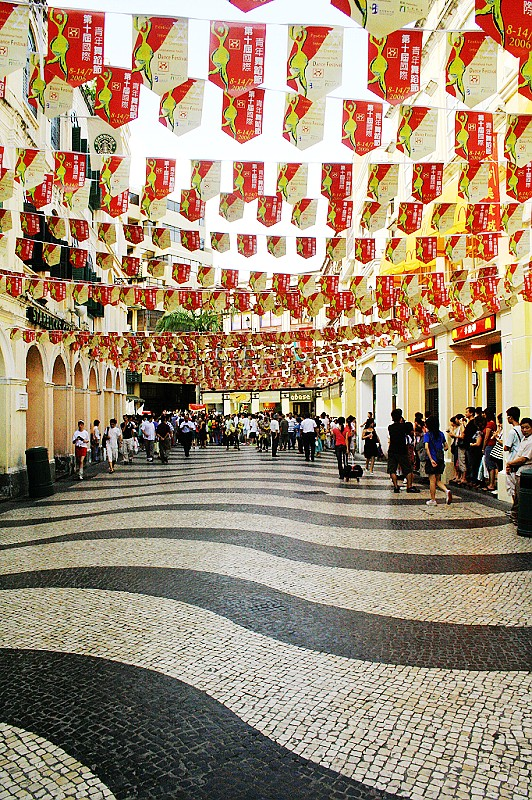
إحدى الساحات العامة في ماكاو

تعتبر بداية السنة الصينية الجديدة أهم الاحتفالات التقليدية في ماكاو، ويحتفل بها عادة في نهاية شهر يناير أو أول فبراير. كما تحظى ماكاو بعدد من الاحتفالات الدينية، حيث تقام مأدبة سنوية لإله الأرض تاو تي في شهر فبراير في معبد باو تاي أون. كما تقوم الكنيسة الكاثوليكية في فبراير من كل عام بعدد من المناسك والسعي بين كنيسة دي سانتو أوجستينو وكتدرائية دا سي. ويقام الاحتفال بالإله ماتسو في شهر أبريل في معبد آ-ما. وفي شهر مايو يتم التجهيز لمأدبة اغتسال بوذا، وفي نفس اليوم يقوم أتباع المدرسة الطاوية بتمجيد تام كونغ. ويعتبر مهرجان قارب التنين أهم الاحتفالات في شهر يونيو، ويقام مهرجان الشبح الجائع في نهاية شهر أغسطس أو بداية سبتمبر من كل عام. وتنتهي الاحتفالات السنوية في ماكاو باحتفال دونغزهي والذي يصادف وقته الانقلاب الشتوي في ديسمبر.
يعتبر المطبخ في ماكاو خليط بين المطبخ الصيني والمطبخ البرتغالي نتيجة للتأثير الكبير لهاتين الثقافتين في السكان. كما أن العديد من الأطباق نتجت من محاولات زوجات البحارة البرتغاليين من أعداد الأطباق البرتغالية التقليدية باستخدام المكونات والبهارات الأفريقية والآسيوية والأوروبية والهندية. وتحتوي الأطباق التقليدية على عدد من البهارات والمنكهات مثل الكركم والقرفة وماء جوز الهند وسمك القد المملح. وأشهر الأطباق التقليدية هي الدجاج البرتغالي (Galinha à Portuguesa) والدجاج الأفريقي (Galinha à Africana) وسمك القد المملح والربيان والسرطان البحري.
تحافظ ماكاو على عدد من المباني التراثية. ففي 15 يوليو 2005 قام اليونسكو باعتبار المركز التاريخي في ماكاو أحد مواقع التراث العالمي، حيث يحتوي المركز على حوالي 25 صرح تاريخي وساحة عامة.

## مدن شقيقة
لماكاو عدد من المدن الشقيقة وهي:
- لشبونة (البرتغال)
- بورتو (البرتغال)
- قلمرية (البرتغال)
- ساو باولو (البرازيل)
- لينكوبينغ (السويد)
- برايا (الرأس الأخضر)
- لواندا (أنغولا)
- بروكسل (بلجيكا)
- دا نانغ (فيتنام)

## وصلات خارجية
- الموقع الرسمي لمنطقة ماكاو
- صور من ماكاو
- معلومات جغرافية متعلقة بماكاو على خريطة الشارع المفتوح
- أطلس ويكيميديا حول Macau

1. ↑  بالإنجليزية والبرتغالية: Macau، بالصينية: 澳門، رسميًا منطقة ماكاو الإدارية الخاصة لجمهورية الصين الشعبية (بالصينية: 中華人民共和國澳門特別行政區)؛ الكانتونية ييل: Oumún Dahkbiht Hàhngjingkēui، البرتغالية: Região Adminstrativa Especial de Macau da República Popular da China، قانونيًا ماكاو، الصين في المعاهدات والمنظمات الدولية.